# Paolo Curtaz
Paolo Curtaz (ur. 31 lipca 1965 w Aoście) – włoski teolog, pisarz.

## Życiorys
W 1984 wstąpił do seminarium diecezjalnego w Aoście. W latach 1989–1990 odbył studia specjalistyczne z duszpasterstwa młodzieży i katechetyki na Papieskim Uniwersytecie Salezjańskim w Rzymie. Święcenia kapłańskie przyjął z rąk bpa Ovidio Lariego 7 września 1990. Pracował w parafiach w Courmayeur, Saint Martin de Corlèans w Aoście, Valsavarenche, Rhêmes-Notre-Dame, Rhêmes-Saint-Georges i Introd. W 1995 został dyrektorem wydziału katechetycznego w swojej diecezji. W latach 1999–2007 był odpowiedzialnym za dobra kościelne diecezji w Aoście. Jako proboszcz w Introd przyjmował w Les Combes papieży Jana Pawła II i Benedykta XVI. W 2004 wraz z przyjaciółmi z Turynu założył stronę internetową tiraccontolaparola.it, na której publikował komentarze do niedzielnej liturgii słowa. W 2004 założył stowarzyszenie kulturalne Zaccheo (wł. Zacheusz), z którym organizuje konferencje z dziedziny egzegezy duchowej oraz podróże do Ziemi Świętej i sanktuariów Europy.
W 2007 zostawił kapłaństwo. W 2011 Curtaz obronił pracę licencjacką na wydziale Papieskiego Uniwersytetu Salezjańskiego w Turynie Internet e il servizio della Parola di Dio. Analisi critica di alcune omelie presenti nei maggiori siti web cattolici italiani (wł. Internet i posługa Słowa Bożego. Krytyczna analiza wybranych homilii z włoskich katolickich stron internetowych). Jako publicysta współpracował z niektórymi włoskimi czasopismami katolickimi: "Il Nostro Tempo", "Famiglia Cristiana", "L’Eco di Terrasanta" i stronami o tematyce pastoralnej.
Książki Paolo Curtaza tłumaczone były na: rumuński, polski, francuski, hiszpański i portugalski.

## Polskie tłumaczenia
- 2005 − Chrześcijanin zmęczony? Rozmowa proboszcza górskiej parafii z dorosłym człowiekiem, który chce być chrześcijaninem: na poważnie, Poznań ISBN 83-7015-837-4
- 2006 − Przemienieni w radości: intrygująca relektura opisów Zmartwychwstania, Warszawa ISBN 83-89691-27-2
- 2007 − We dwoje z Bogiem: stronice biblijne do czytania we dwoje, Warszawa ISBN 83-89691-39-6
- 2012 − Dziesięć przykazań: życie w Chrystusie, Częstochowa ISBN 978-83-7797-129-1
- 2012 − Modlitwa chrześcijańska: życie modlitwą, Częstochowa ISBN 978-83-7797-131-4
- 2012 − Ostatnie tak: Bóg, który umiera samotnie jak pies, Kraków ISBN 978-83-7580-280-1
- 2012 − Siedem sakramentów: celebracja misterium chrześcijańskiego, Częstochowa ISBN 978-83-7797-132-1
- 2012 − Wierzę: wyznanie wiary, Częstochowa ISBN 978-83-7797-130-7
- 2013 − Miłość i inne sporty ekstremalne, Kraków ISBN 978-83-7767-931-9